# Billingsova ovulacijska metoda
Billingsova ovulacijska metoda prirodna je metoda kontracepcije u kojoj žene koriste svoju vaginalnu sluz kako bi odredile svoju plodnost. Ne oslanja se na prisutnost ovulacije, već identificira obrasce potencijalne plodnosti i očite neplodnosti unutar ciklusa, bez obzira na njegovu duljinu. 
Dokazi o učinkovitosti nisu posve jasni. Tipična uporaba ove metode povezana je sa stopom trudnoće od 1 do 22%. Studija Svjetske zdravstvene organizacije pokazala je da je 15% uzrokovano svjesnim odstupanjem od pravila metode. Postotak ljudi koji prestaju koristiti metodu nakon godinu dana je 1-24%. Procjenjuje se da savršena uporaba rezultira trudnoćom u 0,5-3%. Neke studije o savršenoj uporabi isključile su one koji nisu mogli otkriti izlučevine koje predstavljaju plodnost.

## Tablica promatranja
Žena ovulira samo jednom tijekom svog ciklusa, a neoplođena jajna stanica može preživjeti samo 12-24 sata. Cervikalna sluz koja zdravim spermijima omogućuje kretanje genitalnim traktom neophodna je za plodnost. Najčešće, spermatozoidi žive samo jedan do tri dana u prisutnosti plodne sluzi, a rijetko preživljavanje je do pet dana. Menstruacija nastupa otprilike 2 tjedna nakon ovulacije.
Desetogodišnja studija na 45 280 neplodnih parova u Kini otkrila je da je 32,1% žena uspjelo zatrudnjeti i živo roditi korištenjem Billingsa.

## Funkcija
U danima koji prethode ovulaciji, cerviks reagira na estrogen proizvodnjom sluzi koja je sposobna održati preživljavanje spermija. Ova sluz napušta vaginu dok je žena u uspravnom položaju. Sluz se promatra preko osjeta na vulvi i gledanjem bilo kakvog cervikalnog sekreta. Svakodnevno bilježenje ovih opažanja otkrit će ili nepromjenjivi obrazac koji ukazuje na neplodnost ili promjenjivi obrazac osjeta i iscjetka koji ukazuje na plodnost. Oba ova obrasca slijede hormonske obrasce koji kontroliraju preživljavanje i začeće spermija.

## Povijest
Prva zabilježena opažanja odnosa između cervikalne sluzi i preživljavanja spermija potječu iz sredine 19. stoljeća. Međutim, tema nije sustavno proučavana još gotovo jedno stoljeće. Godine 1948. Erik Odeblad proučavao je mikoplazme u ženskom genitalnom traktu. Tijekom studija primijetio je da se cervikalna sluz mijenja u predvidljivom obrascu tijekom ženskog ciklusa. Nastavio je proučavati cerviks.
John Billings (1918. – 2007.) i njegova supruga Evelyn Billings bili su uključeni u razvoj Billingsove metode ovulacije.